# هرم وارونه

هرم وارونه

در فرهنگ روزنامه‌نگاری و ارتباطات، هرمِ وارونه (به انگلیسی: Inverted Pyramid) یکی از سبک‌های خبری است. در سبک هرم وارونه، مهم‌ترین اطلاعات در قالب مقدمه عرضه شده، و سپس به تدریج تا انتهای خبر از ارزش فوری اطلاعات کاسته می‌شود. به عبارت دیگر، اصلی‌ترین بخش مطالب در بند اول خبر ذکر می‌شوند تا مخاطب بلافاصله در جریان عناصر اصلی خبر قرار بگیرد. در این سبک، مهم‌ترین عناصر در بالای خبر و قسمت‌های کم‌اهمیت‌تر که بیشتر اوقات به پیشینهٔ خبر اشاره دارند، به شکل خلاصه در پایین خبر آورده می‌شوند.

## مزایای سبک هرم وارونه
سبک هرم وارونه دارای هفت مزیت است:
- در مقدمه (لید)، چکیدهٔ مهم‌ترین مطالب ارائه می‌شود؛
- از نظر خواننده، زمان کمتری برای دریافت مهم‌ترین مطالب لازم است؛
- خواننده را خسته نمی‌کند؛
- حس کنجکاوی خواننده را از جنبه نیاز خبری، فوراً ارضا می‌کند؛
- متن خبر بر پایهٔ ارزش مطالب تنظیم می‌شود؛
- خواننده را به خواندن خبر ترغیب می‌کند؛
- از لحاظ ویرایش، عنوان‌نویسی و قالب‌بندی، کار را ساده‌تر می‌کند.